# Le Toit de la baleine
Pour plus de détails, voir Fiche technique et Distribution.
Le Toit de la baleine (titre original : Het dak van de walvis) est un film néerlandais réalisé par Raoul Ruiz, sorti en 1982. Son titre international est On Top of the Whale.

## Synopsis
Au bord de la mer du Nord, un anthropologue et sa femme font la connaissance d'un certain Narciso Campos, qui les invite dans sa maison de Patagonie où se trouvent les deux derniers indiens Yagans existant au monde.

## Fiche technique
- Titre : Le Toit de la baleine
- Titre original : Het dak van de Walvis
- Réalisation : Raoul Ruiz
- Scénario : Raoul Ruiz
- Musique : Jorge Arriagada
- Photographie : Henri Alekan
- Montage : Valeria Sarmiento
- Production : Kees Kasander et Monica Tegelaar
- Société de production : Film International Rotterdam
- Pays :  Pays-Bas
- Genre : Fantastique
- Durée : 90 minutes
- Dates de sortie : 
  - Pays-Bas : 4 février 1982

## Distribution
- Willeke van Ammelrooy : Eva
- Jean Badin : L'anthropologue
- Fernando Bordeu : Narciso Campos
- Herbert Curiel : Adam
- Amber De Grau : Eden
- Luis Mora : Luis
- Ernie Navarro

## Influence
Jim Jarmusch a déclaré dans le magazine de cinéma Filmvalley qu'il estime que ce film est l'un des vingt meilleurs films des années 1980, pour ses influences fantastiques.[réf. souhaitée]